# Диалект Ухуа (хакка)
Ухуа (кит. трад. 五華話, упр. 五华话, пиньинь: Wǔhuáhuà, Хакка: ŋ̍˧˩ fa˧˥ fa˥˩) — основной диалект китайского языка хакка, на котором говорят в округе Ухуа, округе Цзеси, Шэньчжэнь, восточном Дунгуане, северном Гуандуне, в округе Шаогуань, провинции Сычуань и уезде Тунгу в провинции Цзянси.
В целом, диалект Ухуа очень похож на один из диалектов хакка, мэйсянский диалект.
| Диалект Ухуа (хакка) |                                                                  |
| Самоназвание | кит. трад. 五華話, упр. 台山五华话, пиньинь Wǔhuáhuà, палл. ухуа |
| Регионы | Регионы Китая (Северный), Тайваня                                |
| Общее число говорящих | 6,260 миллионов                                                  |
| Классификация |                                                                  |
| Категория | Языки Евразии                                                    |
| Сино-тибетская семья - Китайская ветвь - Группа Хакка - Юэ-Тай (Yue-Tai) - Лун-Хуа / Син-Хуа (Long-Hua / Xing-Hua) - Ухуа |                                                                  |
| ISO 639-6 | -                                                                |
| Glottolog | -                                                                |

## Характеристика
Диалект ухуа характеризуется произношением многих звонких среднекитайских слогов тона цюй-шэн (четвёртого тона) с тоном шан-шэн (третьим). Тон «ян-пин» восходящий /13/ вместо низкого /11/, как в мэйсяньском диалекте. В районах Северного Баоаня и Восточного Дунгуана, где используется ухуа, один и тот же тон мэйсянского диалекта ян-пинга. Существует два набора фрикативов и аффрикатов (z, c, s, zh, ch, sh, s / ts’ / s, [ts], [tsh], [s] и [ts], [tsh], [s] и [tʃ ], [tʃh], [ ʃ ]), аналогичных для Се́вернокита́йского языка. Рифма (финаль) «y» («и») характерна для диалектной группы Юэбэй (Северный Гуандун) и Сычуань. Также ухуа характеризуется имеющейся трелью/ретрофлексной инициалью в 知 (слоги Zhi) «знание», 曉 (слоги Xiao) «Рассвет» и 溪 (Xi) «ручей», малым использованием медиалей и закрытых финалей. На севере и юге ухуа различается фонетикой, а на востоке и западе -лексикой. Лексика в ухуа указывает на диглоссию: две формы ухуа в восточном и среднем Гуандуне, разделяя прибрежные диалекты от внутренних. В целом, диалект Ухуа (хакка) очень похож на диалект мэйсянь (хакка).
Огубленная гласная [y] распространена в Юэбэй и Сычуани.
В соответствии с классификацией Хакка Хасимото Мантаро, тоны Ухуа подразделяются на высокий восходящий прерывистый и высокий ровный, нисходящий 4 и восходящий 2.

## Этимология
Большинство разновидностей диалекта Цзяин (Юэ-тай) принадлежат к мэйсянским патуа, но те, что в северной части провинции Гуандун и Сычуань, и некоторые диалекты в западной части Гуандуна принадлежат к патуу Ухуа.

## Ареал
Район Ухуа расположен в верховьях реки Хань. На юго-востоке граничит с Фэншунь, Цзэси и Луфэн. Хэюань и Цзыцзинь расположены на юго-западных границах, Лунчуань на северо-западных, Синнин на северо-восточных. Ухуа подвержен ассимиляции из-за коммуникации с окружающими территориями.
Диалект Ухуа распространен в районе Ухуа, Цзесю, северном Шэньчжэне, восточном Дунгуане, в провинции Гуандун. Также можно встретить в Юэбэй (Северном Гуандун) в округе Шаогуань, в провинции Сычуань и уезде Тунгу в провинции Цзянси.
Тайвань также является домом для носителей Ухуа Хакка, которые мигрировали из района Южного Ухуа во время династии Цин. В тайваньском Ухуа можно наблюдать много изменений в его инициалях, финалях и лексике. В результате, он приобрел некоторые свойства соседних диалектов Сысянь (四 縣) и Хайлу (海 陸). Тоны остались прежними. Языки меньшинств имеют тенденцию ассимилироваться с более распространенными, как это происходит с диалектом ухуа на Тайване. Диалект Чанглэ происходит от его одноименного района Чанглэ (ныне Ухуа). В настоящее время носители диалектов Юндин и Чанглэ покинули свои семьи. В связи с этим в настоящее время на Тайване мало диалектов, основные из которых это Сысянь и Хайлу.

## Вариации и близкие диалекты
Внутренние вариации в пределах района Ухуа минимальны и в основном встречаются в фонологии. Диалект Ухуа, на котором говорят в округе Ухуа, традиционно делится на три подгруппы:
- северная подгруппа, традиционно известная как акцент Чанлэ (长乐声; 長樂聲; Chánglè shēng), на котором говорят в городе Хуачэн;
- центральная подгруппа, известная как диалект акцент Сяцэ (下侧声; 下側聲; Xiàcè shēng), на котором говорят в городе Шуйчжай;
- южная подгруппа, известная как акцент Шаншань (上山声; 上山聲; Shàngshān shēng), на котором говорят в городе Аньлю

В более подробный анализ может быть добавлена западная подгруппа, которая включает диалект, на котором говорят только в Чанбу.
В уезде Цзыцзинь акцент Нанлу (á 腔; Nánlù qiāng), на котором говорят в городах Лунво, Суцюй, Наньлин И Шуйдунь, похож на диалект ухуа из-за близости к району Ухуа.
Диалект Юйбэй (хакка) — самый доминирующий диалект в сельской местности Северного Гуандуна в районе Шаогуань. (около 2 миллионов человек)
На Цзесихуа говорят жители округа Цзеси в провинции Гуандун. (около 500 000 человек)
На дунгуаньском (хакка) говорят жители хакка в восточной части округа Дунгуань и к северу от округа Баоань. У этого диалекта тональный контур «ян-пин» 11.
На Сычуань (хакка) или «Ту-Гуандонхуа» (四川 客家 話) говорят мигранты из района Ухуа, Мэйчжоу, Гуандун в провинции Сычуань (ок. 1-2 миллиона человек)
На Тунгухуа (銅鼓 話) говорят люди в округе Тунгу провинции Цзянси и его окрестностях. (около 1 миллиона человек)
Акцент Чанлэ (長樂腔; 长乐 腔) когда-то использовался на Тайване как один из семи основных поддиалектов хакка. Есть и другие акценты, такие как Сысянь, Чанлэ / Ухуа, Дабу, Жаопин И Чаоань. Он был завезен на территорию поселенцами из округа Чанлэ (современный Ухуа) в Цзяин (современный Мэйчжоу) и иммигрантами из округа Юнань современного округа Цзыцзинь (префектура Хуэйчжоу). Этот ацент похож на диалекты, распространенные в окрестностях реки Цинь рядом с Анлиу, на юге округа Ухуа, расположенного в современном материковом Китае. Однако в районе Ку Лао Кенг в округе Янгмэй (в частности, в городе Таоюань) на Тайване все еще много семей, которые используют акцент Чанлэ.

## Фонология
Инициали
|                            |                            | Губные | Зубные | Ретрофлек-сивные | Задне-язычные | Глоттальные |
| Носовые                    | Носовые                    | m      | n      |                  | ŋ             |             |
| Взрывные                   | простые                    | p      | t      |                  | k             |             |
| Взрывные                   | придыхательные             | pʰ     | tʰ     |                  | kʰ            |             |
| Аффрикаты (простые)        | Аффрикаты (простые)        |        | ts     | tʂ               |               |             |
| Аффрикаты (Придыхательные) | Аффрикаты (Придыхательные) |        | tsʰ    | tʂʰ              |               |             |
| Фрикативные                | Фрикативные                | f v    | s      | ʂ                |               | h           |
| Аппроксиманты              | Аппроксиманты              |        | l      |                  |               |             |

Финали
Большинство финалий совпадают с диалектом мэйсянь / мойен, за исключением следующих:
| Мэйсянь | Ухуа                                       |
| uon     | on                                         |
| ian     | an                                         |
| ian     | ien                                        |
| i       | ui                                         |
| in      | un                                         |
| uan     | Опускается медиаль «u»: "kan"вместо «kuan» |
| uai     | Опускается медиаль «u»: "kan"вместо «kuan» |
| uon     | Опускается медиаль «u»: "kan"вместо «kuan» |
| ien     | en                                         |

Гласные
|              | Гласные переднего ряда | Гласные среднего ряда | Гласные заднего ряда |
| Закрытые     | i                      | ɨ                     | u                    |
| Полуоткрытые | ɛ                      |                       | ɔ                    |
| Открытые     |                        | a                     |                      |

Тоны
| номер | название           | кит. название | контур тона | описание          |
| 1     | Инь пин (yin ping) | 陰平          | ˦ (44)      | Высокий           |
| 2     | Ян пин (yang ping) | 陽平          | ˩ (34)      | Низкий            |
| 3     | Шан (shang)        | 上            | ˧˩ (21)     | Низкий падающий   |
| 4     | Цюй (qu)           | 去            | ˥˧ (42)     | Высокий падающий  |
| 5     | Инь жу (yin ru)    | 陰入          | ˩ (21)      | Низкий усеченный  |
| 6     | Ян жу (yang ru)    | 陽入          | ˥ (44)      | Высокий усеченный |

В Ухуа, Шаогуане (и большинстве диалектов вокруг него) и Сычуани «ян пин» обычно составляет 35 вместо 11.
Латинизация ухуа и МФА
| Латиница | МФА      |
| b        | [p]      |
| p        | [pʰ]     |
| m        | [m]      |
| f        | [f]      |
| v        | [v]      |
| d        | [t]      |
| t        | [tʰ]     |
| n        | [n]      |
| l        | [l]      |
| g        | [k]      |
| k        | [kʰ]     |
| ng       | [ŋ]      |
| h        | [h]      |
| j        | [ts](i)  |
| q        | [tsʰ](i) |
| x        | [s](i)   |
| z*       | [ts]     |
| c*       | [tsʰ]    |
| s*       | [s]      |
| zh*      | [tʂ]     |
| ch*      | [tʂʰ]    |
| sh*      | [ʂ]      |
| a        | [a]      |
| o        | [ɔ]      |
| i        | [i]      |
| u        | [u]      |
| ê        | [ɛ]      |
| e        | [ɨ]      |